# Наркология
Нарколо́гия (от др.-греч. νάρκη «оцепенение, сон», и λόγος «учение») — область медицины, изучающая проявления наркомании, токсикомании и хронического алкоголизма, разрабатывающая методы их диагностики, лечения и профилактики. В Российской Федерации наркология определяется некоторыми исследователями как раздел психиатрии, другими — как отдельная независимая медицинская наука, выделившаяся из психиатрии.

## История
Наркология как область медицины сформировалась относительно недавно, однако злоупотребление психоактивными веществами практиковалось с незапамятных времён:5.
Систематическое изучение алкоголизма было начато в XVIII—XIX веках, при этом наркологами было сформулировано представление о злоупотреблении алкогольными напитками как о болезни:5. Благодаря результатам данных исследований и выделилась наркология как отдельная область медицинских научных знаний:5. В России наркология как отдельная медицинская наука установилась в 1960—1970-е годы:5.
Исторически наркология связана с клинической психиатрией, а её методы исследования преимущественно медико-биологические:5. Длительное время разделы наркологии (наркомания, токсикомания и алкоголизм) входили исключительно в справочники и руководства по психиатрии:6.

## Предмет изучения
Наркология изучает механизмы формирования и условия возникновения аддикции (от англ. addiction «пристрастие, склонность, пагубная привычка») от психоактивных веществ. Предмет изучения наркологии: злоупотребление наркотиками (наркомания), лекарственными средствами и другими веществами, не относимым к наркотическим (токсикомания) и злоупотребление алкоголем (этанолом), то есть алкоголизм.

## Лечение в наркологии
Лечение страдающих наркоманией в наркологических стационарах в настоящее время считается малоэффективным, так как ремиссия после 1 года стационарного лечения обычно отмечается только у 9—12 % пациентов:6.
Фармакологические методы лечения наркомании, например метадоновая заместительная терапия в качестве паллиативной терапии героиновой зависимости, используется в западных странах. В России данный метод лечения не применяется, оборот метадона полностью запрещён:7.
Наиболее адекватными и приемлемыми методами лечения наркологией в настоящее время считаются реабилитационные психологические программы, которые направлены на психокоррекционную работу с отдельным пациентом:7. Для преодоления психологической зависимости у пациента пробовались и другие методы, том числе методы психоделической психотерапии (включая безмедикаментозное холотропное дыхание).

## Региональные особенности науки
Понятие «наркология» используется практически исключительно на территории постсоветского пространства, на котором наркологи в основном занимались лечением алкоголизма путём применения принудительных мер медицинского характера, самыми популярными методами были аверсивная терапия и трудотерапия, а пациенты стигматизировались наравне с преступниками.
В Соединённых Штатах Америки с конца 1980-х годов специальность, занимающаяся наркологическими проблемами, именуется «аддиктивной медициной» (англ. addiction medicine «аддикция», от лат. addictus «пристрастившийся» + «медицина»).
В Российской Федерации для получения медицинской специальности «нарколога» необходима подготовка в интернатуре/ординатуре по специальности «психиатрия», а затем дополнительная профессиональная переподготовка по специальности «психиатрия — наркология». В США для получения специальности врача-аддиктолога (англ. addiction medicine physician) не требуется подготовка по психиатрии. Американское общество аддиктивной медицины отмечало, что лишь около 40 % их членов получили сертификацию по психиатрии. Главным учреждением наркологии в Российской Федерации является Национальный научный центр наркологии филиал ФГБУ «НМИЦ ПН имени В. П. Сербского» Минздрава России Хотя наркологи в РФ нередко занимаются кодированием, к примеру, при помощи речевого акта перлокуции и небольшого ритуала, они не считают себя в таких случаях представителями альтернативной медицины.